# Éolienne du Clône
L'éolienne du Clône est une éolienne située à Pons, en France.

## Localisation
L'éolienne est située dans le département français de la Charente-Maritime, sur la commune de Pons.

## Description
L'éolienne du Clône est une éolienne de type Bollée. Elle est constituée de deux roues verticales accolées, chacune composée de pales entourées de jantes et fixées sur un noyau en fonte. Cet ensemble est élevé au sommet d'une petite tour en pierres qui sert également de château d'eau.
La turbine de l'éolienne possède un système Lebert, ou un désorientateur automatique : une petite roue à ailettes fixée sur le stator à 2 m de la turbine et qui permet de la pivoter sur son axe vertical afin de la placer au vent ou au contraire de l'en écarter pour la ralentir.

## Historique
L'éolienne est construite en 1902 par le viticulteur Ferdinand Laroche, désirant puiser de l'eau pour la consommation et la distillation du domaine familial.
N'ayant subi aucune modification, l'éolienne est classée au titre des monuments historiques en 2006. Elle est également labellisée « patrimoine du XXe siècle ».